# Онянова, Лидия Андреевна
Лидия Андреевна Онянова (1923—1978) — советская женщина-снайпер Великой Отечественной войны.

## Биография
Родилась 23 марта 1923 года в деревне Петраки ныне Верещагинского района ныне Пермского края. В 1931 году семью выслали в город Соликамск — здесь отец работал на калийном комбинате, а мать была телятницей в сельхозартели.
После окончания семи классов школы, поступила на Соликамский бумажный комбинат учеником электрика, позже работала электриком в очистном цехе (по другим данным работала электриком Бумстроя).
С декабря 1942 года находилась в рядах РККА, куда была призвана Соликамским районным военкоматом. В подмосковном городе Подольске окончила Центральную женскую школу снайперской подготовки. С августа 1943 года находилась в действующей армии. Воевала в составе 3-й ударной армии на Калининском, Прибалтийском и Белорусском фронтах. В январе 1945 года на территории Польши была ранена.
За годы войны снайперский счёт гвардии старшего сержанта Л. А. Оняновой составил более 80 уничтоженных солдат и офицеров противника.
После окончания войны вернулась на родину и работала на Соликамском целлюлозно-бумажном комбинате (ныне Соликамскбумпром). Также работала на заводе «Урал». Стала членом КПСС, была удостоена звания «Ударник коммунистического труда», имела трудовые награды. На заслуженный отдых вышла в сорок пять лет в связи с работой на вредном производстве. Занималась общественной деятельностью, вела военно-патриотическую работу с молодёжью.
Умерла 1 сентября 1978 года в Соликамске.

## Награды
- Была награждена боевыми наградами: орденом Красного Знамени и орденом Славы 3-й степени, а также медалями, в числе которых «За освобождение Варшавы» и «За взятие Берлина»[2].
- В мирное время была награждена орденом «Знак Почета» и медалями.